# Limba maternă

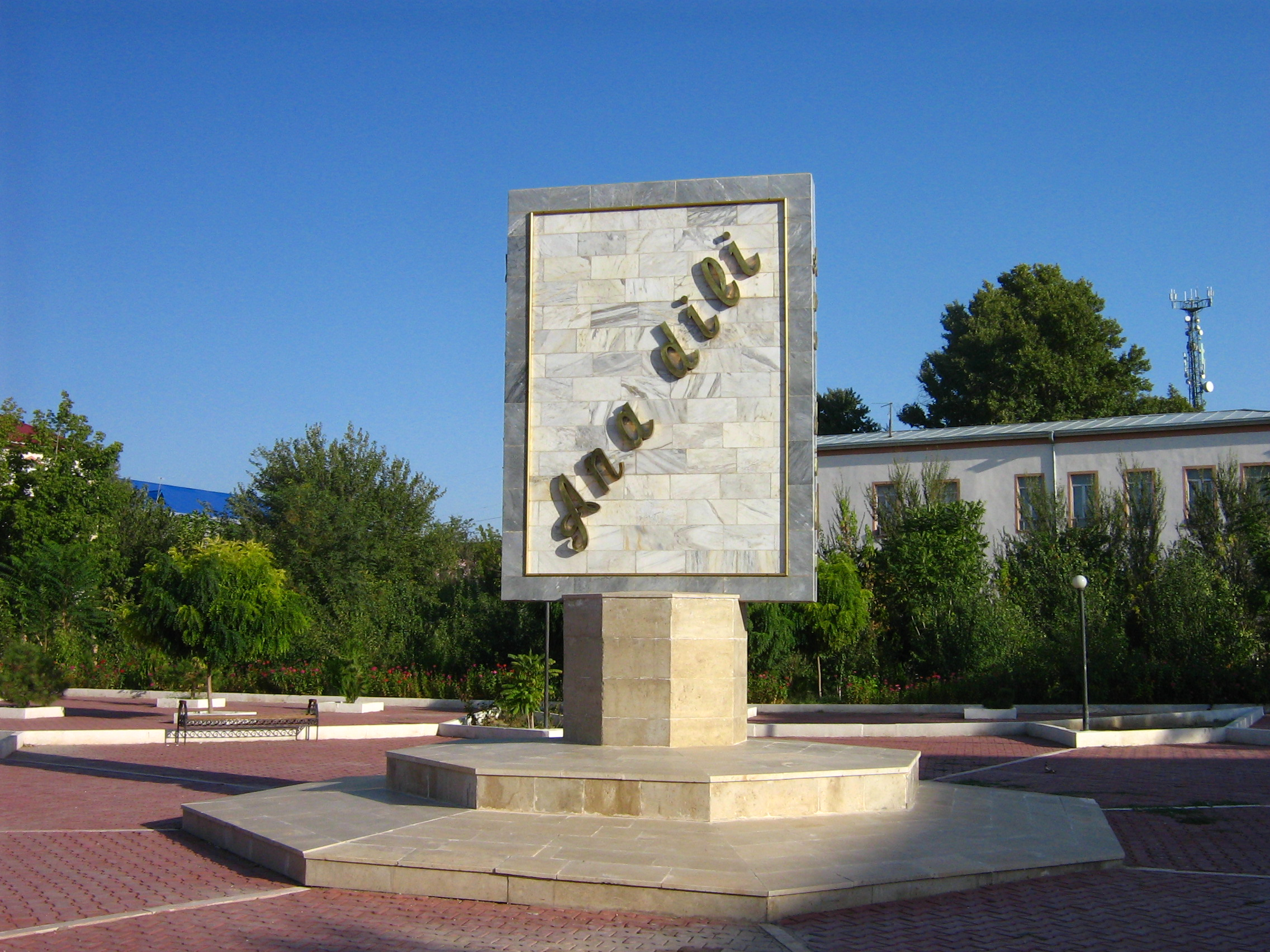
Monumentul limbii materne din Naxcivan, Azerbaijan

Limba maternă este prima limbă învățată de o persoană  de obicei în copilărie, în familie. Aceasta poate fi diferită de limba oficială a țării în care trăiește familia. În timpurile moderne unii părinți își învață copiii să vorbească o altă limbă decât cea vorbită în comunitate sau limba maternă a părinților (de exemplu limba engleză). În limbaj de specialitate, limba maternă mai este cunoscută ca L1.

## Celebrare
Ziua de 21 februarie a fost proclamată de către UNESCO Ziua Internațională a Limbii Materne, în amintirea înăbușirii agresive de către poliția pakistaneză a unui protest pașnic al studenților din Dacca, în 1952. Studenții protestau împotriva impunerii limbii urdu ca unică limbă oficială în Pakistanul de Est (azi Bangladesh), unde limba maternă a majorității populației locale era bengaleza.
Anul 2008 a fost declarat Anul Internațional al Limbilor.